# Taishi Narikuni
Taishi Narikuni –en japonés: 成國大志, Narikuni Taishi– (Tokio, 13 de noviembre de 1997) es un deportista japonés que compite en lucha libre. Ganó una medalla de oro en el Campeonato Mundial de Lucha de 2022, en la categoría de 70 kg.

## Palmarés internacional
| Campeonato Mundial | Campeonato Mundial | Campeonato Mundial | Campeonato Mundial |
| Año                | Lugar              | Medalla            | Categoría          |
| ------------------ | ------------------ | ------------------ | ------------------ |
| 2022               | Belgrado (Serbia)  | Medalla de oro     | 70 kg              |